# Sturegatan (Stockholm)
Sturegatan est une rue du quartier Östermalm de Stockholm en Suède,.

## Situation
Sturegatan est une rue au centre de Stockholm qui s'étend de Stureplan à Valhallavägen, où elle est prolongée par la Lidingövägen.
Le parc Humlegården est situé le long de Sturegatan.

## Parcs et bâtiments
| N°    | Nom                   | Image | Réf. |
| ----- | --------------------- | ----- | ---- |
| 1-3   | Hôtel Anglais         |       |      |
|       | Humlegården           |       |      |
|       | Stureparken           |       |      |
| 4     | Sturebadet            |       |      |
| 4     | Sturecompagniet       |       |      |
| 10    | Humlegården 57        |       |      |
| 14    | Fondation Nobel       |       |      |
| 18    | Cinéma Park           |       |      |
| 22    | Elite Eden Park Hotel |       |      |
| 60    | Älgen 23              |       |      |
| 52–64 | Kvarteret Älgen       |       |      |

## Histoire
La rue porte le nom des familles nobles Sture (sv), dont les membres les plus célèbres sont les régents Sten Sture l'Ancien, Svante Nilsson et Sten Sture le Jeune.
Au début des années 1860, la nécessité d'une nouvelle rue en bordure orientale de Humlegården a été discutée, et une a également été dessinée en 1865, sur initiative privée, à travers les jardins. En 1873, l'extension jusqu'à Karlavägen a été achevée et la rue est appelée Sturegatan. Dans les années 1880, elle a été agrandie et a pris son tracé actuel. La rue a obtenu son nom actuel en relation avec la révision des noms à Stockholm en 1885 (sv).

## Galerie

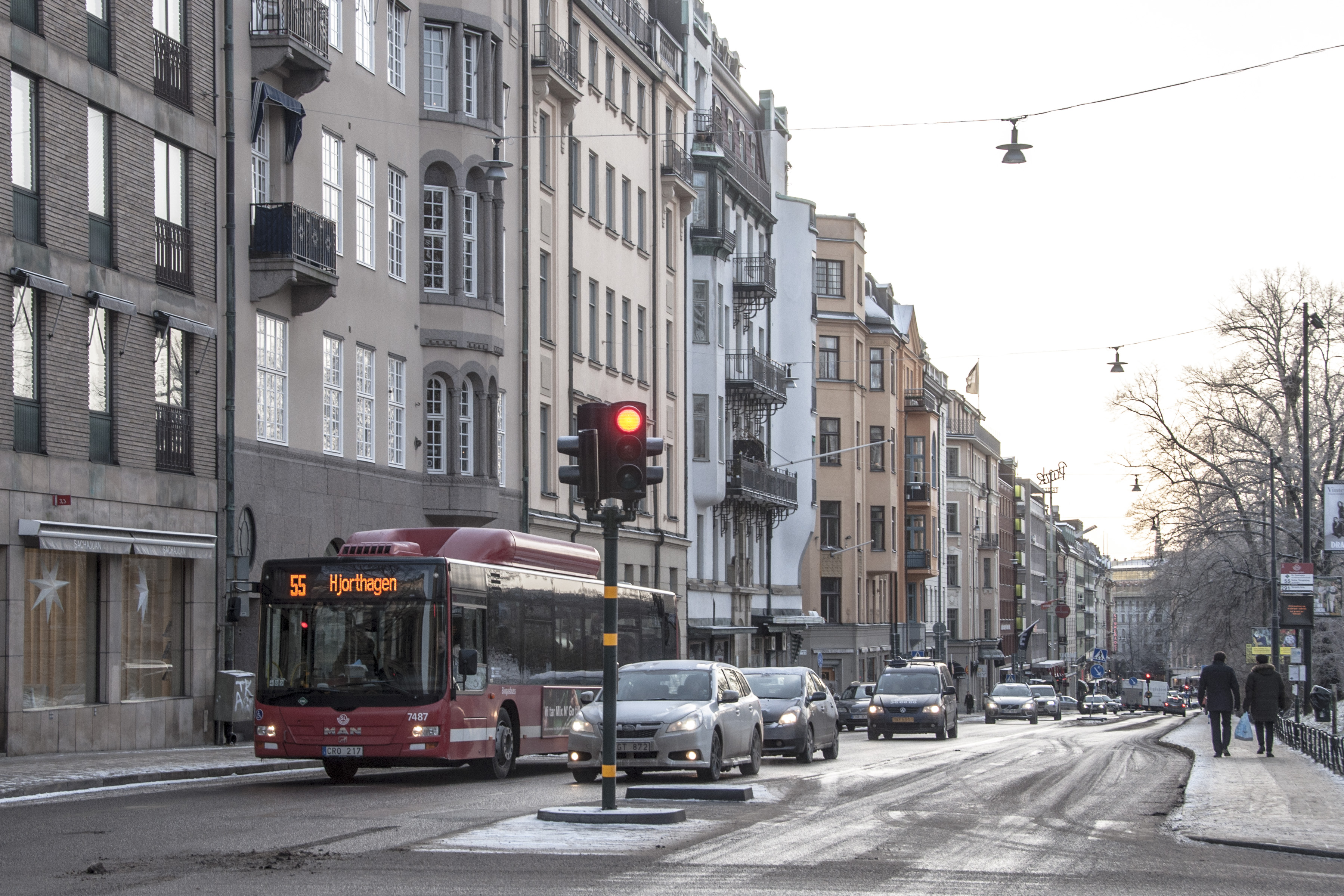
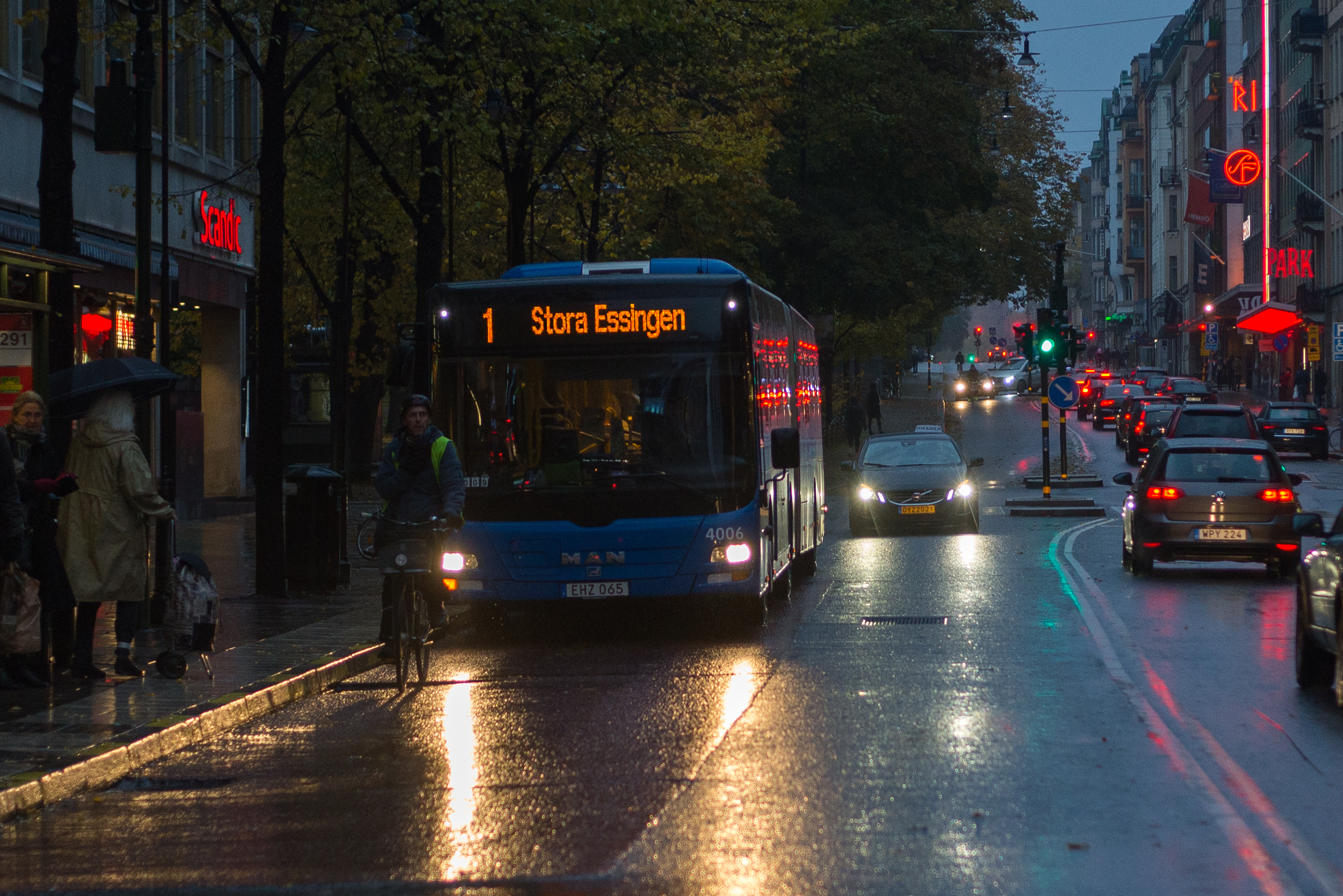
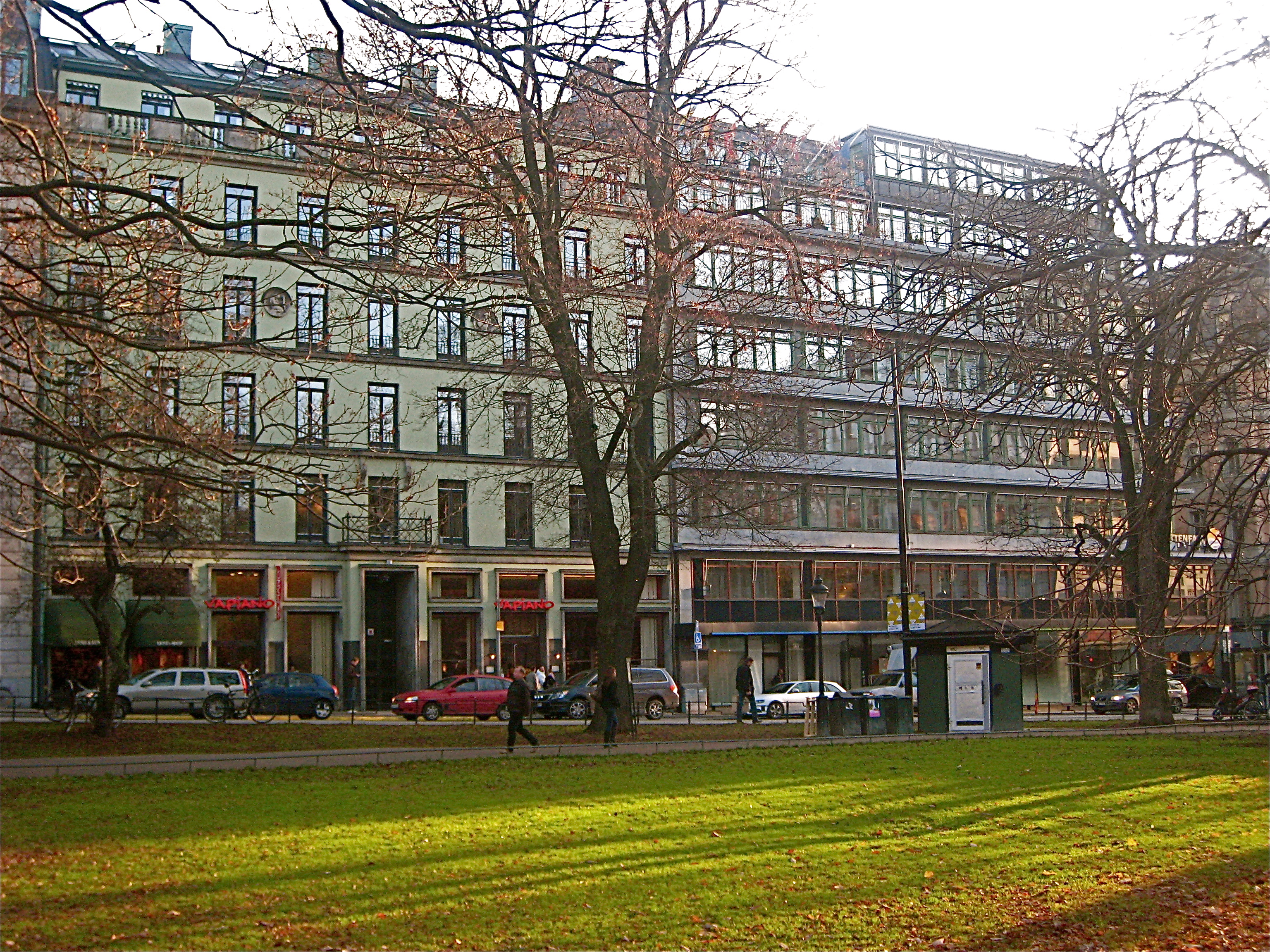
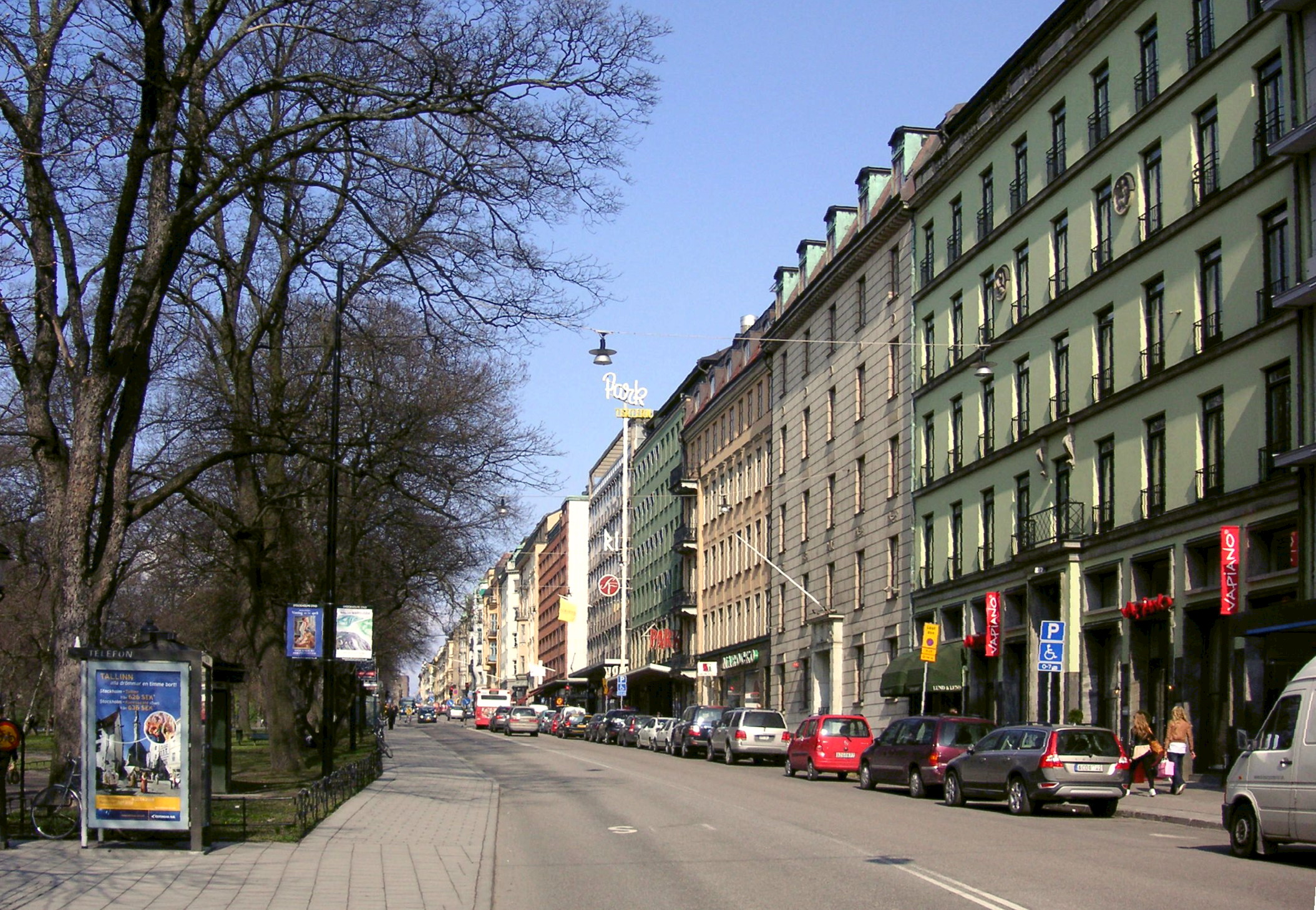